# Elyse Hopfner-Hibbs
Elyse Hopfner-Hibbs (Mississauga, Ontario, 12 de septiembre de 1989) es una gimnasta artística canadiense, medallista de bronce mundial en 2006 en la competición de la viga o barra de equilibrio.

## 2006
En el Mundial celebrado en Aarhus (Dinamarca) consigue el bronce en la viga de equilibrio, quedando tras la ucraniana Iryna Krasnianska (oro) y la rumana Sandra Izbașa (plata).